# Ilex utilis
Ilex utilis är en järneksväxtart som beskrevs av Harold Norman Moldenke. Ilex utilis ingår i släktet järnekar, och familjen järneksväxter. Inga underarter finns listade i Catalogue of Life.